# Embyr-Lee Susko
Embyr-Lee Susko, född 13 juni 2005, är en kanadensisk rodelåkare.

## Karriär
Vid VM 2025 i Whistler tog Susko brons tillsammans med Devin Wardrope, Cole Zajanski, Theo Downey, Beattie Podulsky och Kailey Allan i lagstafetten.